# Podkrušnohorský přivaděč
Podkrušnohorský přivaděč nebo Přivaděč Ohře–Bílina je vodní dílo, soustava vodních kanálů, potrubí a nádrží, které chrání podkrušnohorské povrchové doly před povodněmi z menších krušnohorských toků, zásobuje vodou z řeky Ohře průmysl v oblasti města Chomutov a celoročně přivádí dostatek vody do řeky Bíliny. Stavba přivaděče začala v roce 1957 a byla dokončena v roce 1982. Celé dílo o délce 33,8 km vede téměř od města Klášterec nad Ohří až za Jirkov. Vlastníkem a správcem přivaděče je státní podnik Povodí Ohře.
Podkrušnohorský přivaděč není jediným dílem, které přivádí vodu z Ohře do Bíliny. Druhým takovým dílem je Průmyslový vodovod Nechranice.

## Části přivaděče

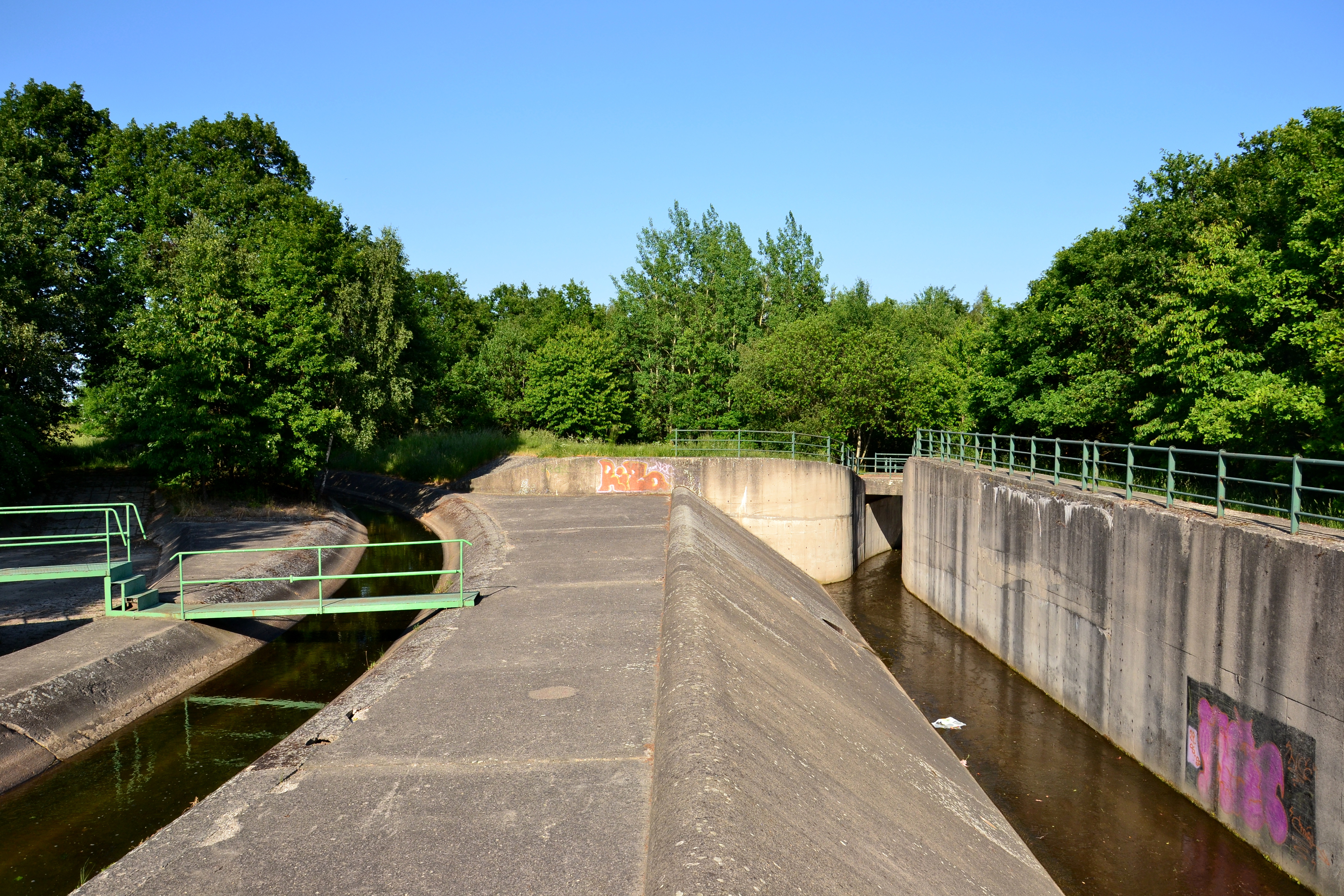
Shybka pod Hačkou na říčním kilometru 15,28 s šest metrů dlouhým přelivem omezuje průtok v přivaděči na 3,3 m³/s.

Samotný přivaděč je rozdělen do dvou částí.

### Přivaděč Ohře–Bílina
Přivaděč Ohře–Bílina byl postaven v letech 1957–1967. Je dlouhý 22,4 km a přivádí vodu z Ohře do Bíliny u Jirkova. Kapacita betonové kynety je 3,3 m³/s, ale celková kapacita koryta dosahuje 26,627 m³/s. V místech zaústění některých přítoků je profil koryta rozšířen.

### Vyrovnávací nádrž Březenec
Přivaděč Ohře–Bílina končí ve vyrovnávací nádrži Březenec. Nádrž má zemní hráz s betonovým těsněním dlouhou 83 metrů, čtyři metry vysokou a 6,2 metru širokou. Objem nádrže je 26 000 m³. Při stoletém průtoku z nádrže odtéká 56 m³/s a z toho 33 m³/s do Bíliny a 23 m³/s do Podkrušnohorského přivaděče.

### Podkrušnohorský přivaděč
Podkrušnohorský přivaděč byl postaven v letech 1973–1982. Začíná u vyrovnávací nádrže Březenec a přivádí vodu Bíliny oklikou do nádrže Újezd. Část Podkrušnohorského přivaděče využila starší přeložku Vesnického potoka I a součástí stavby je také přeložka Vesnického potoka II. V říčním kilometru 1,46 se nachází rozdělovací objekt, který umožňuje převádět vodu spojovacím korytem ke vtokovému objektu Bíliny na začátku Ervěnického koridoru. Spojovací koryto je dlouhé 1,26 km a má kapacitu 12 m³/s.
Na mapách se přivaděč objevuje pod názvem Podkrušnohorský přivaděč po celé délce kanálu. Někdy se naopak celému kanálu říká Přivaděč Ohře–Bílina.

### Odběr vody z Ohře

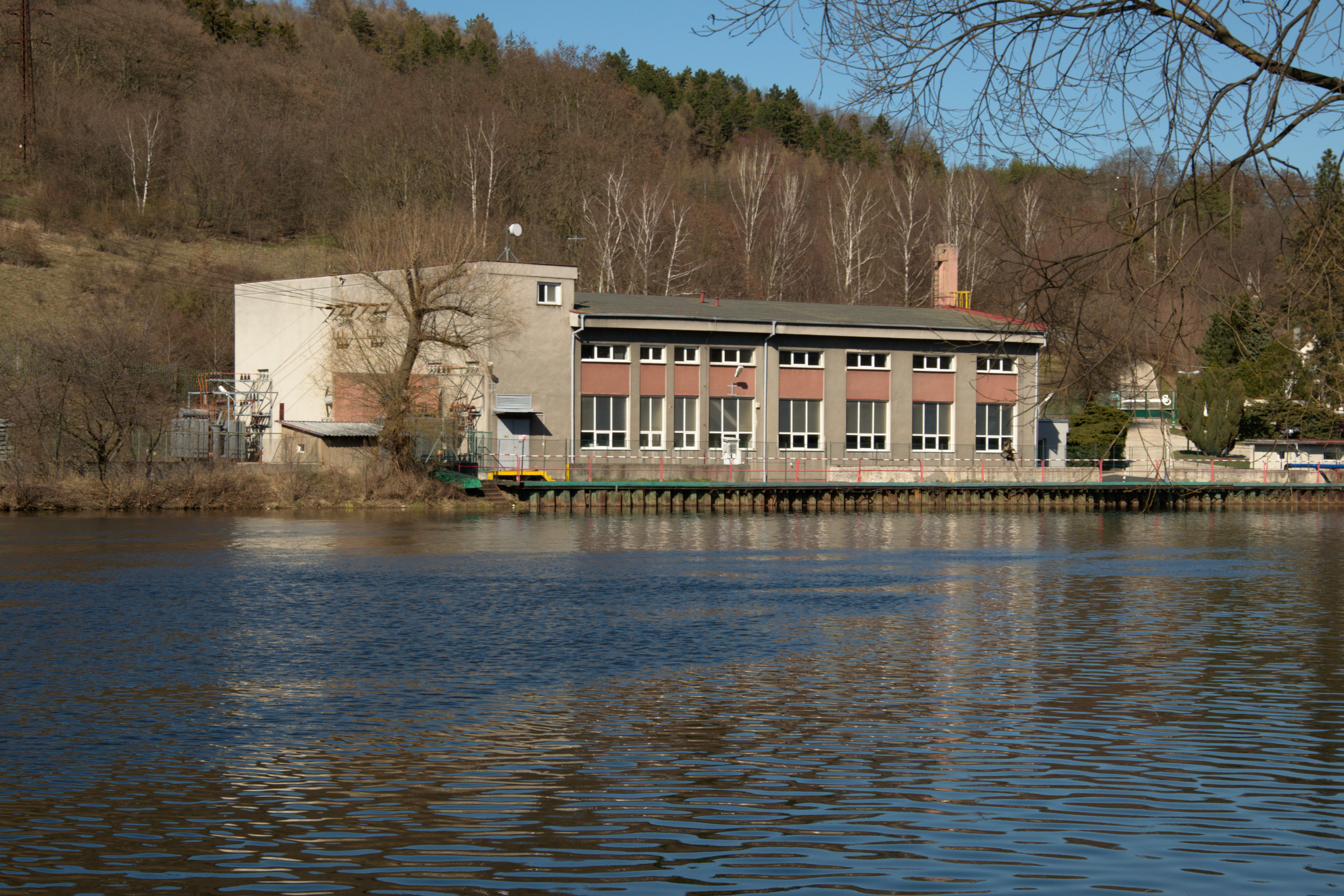
Čerpací stanice Rašovice

Voda pro přivaděč se odebírá na levém břehu Ohře čerpací stanicí Rašovice v katastrálním území Mikulovic. Původně vodu čerpalo jedno čerpadlo o výkonu 1000 l/s, ale poté, co Elektrárny Prunéřov získaly vlastní zdroj vody, bylo čerpadlo nahrazeno čtyřmi novými. Každé z nich přečerpá 180 l/s. Nové řešení umožňuje snazší regulaci průtoku vody přivaděčem.
Z Ohře se čerpá voda do přelivového objektu, koryta zakrytého v délce 2,2 kilometru betonovými panely, které chrání přelivový objekt před zamrzáním. Úpravu teploty vody umožňuje vypouštění ohřáté vody z elektráren Prunéřov. Přelivový objekt začíná nad vsí Ciboušov, přibližně 100 metrů nad hladinou řeky Ohře u Rašovic. Končí po asi třech km před dnes již uzavřeným úložištěm popelovin Elektráren Prunéřov. Pod úložištěm je přivaděč sveden do potrubí. Na povrch zase vystupuje až asi kilometr na východ od něj. Nedaleko od úložiště překračuje Prunéřovský potok.

## Průběh přivaděče

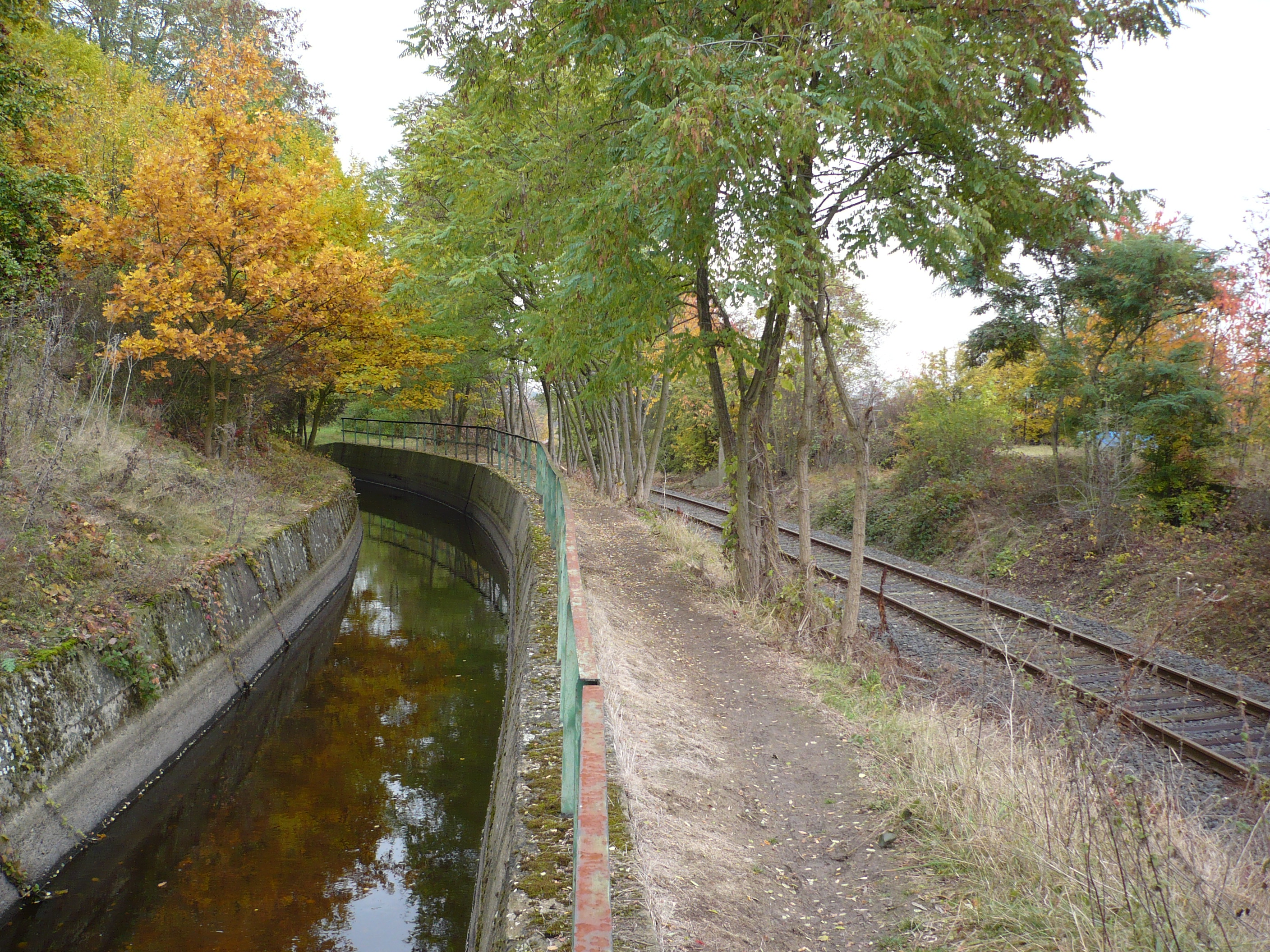
Přivaděč na západním okraji Chomutova vede podél železniční trati Chomutov–Vejprty

Od Prunéřova přivaděč pokračuje východním směrem k obci Málkov, kde sbírá vodu z horního toku potoka Hutná (potok je přerušen povrchovým dolem). Na okraji Chomutova mimoúrovňově překonává potok Hačka, přičemž část své vody do něj odvádí, a to jak přímo spojovacím kanálem, tak nepřímo přes Uklidňující nádrž a Panský rybník.
V Chomutově přivaděč přetéká po 142 metrů dlouhém akvaduktu přes Chomutovku. Mezi Chomutovem a Jirkovem vede pod Březencem v podzemí a je na něm malá vodní elektrárna. Pak se přivaděč kříží s Březeneckým potokem. Až do tohoto místa se přivaděč oficiálně nazývá Přivaděč Ohře–Bílina. Krátce na to se jeho voda slévá s řekou Bílinou ve vyrovnávací nádrži Březenec, z níž zase oba toky vytékají. Bílina teče východním směrem rovnou do nádrže Újezd. Přivaděč teče nejprve asi pět kilometrů na severovýchod do obce Vysoká Pec. Cestou sbírá vodu potoka Lužec. Ve Vysoké Peci se stáčí na jih a rozděluje do dvou ramen. Jedno teče jihozápadním směrem zpět k řece Bílině, aby se s ní slilo těsně před jejím ústím do nádrže Újezd. Druhé odvádí vodu jihovýchodně spojovacím korytem rovnou do Bíliny tekoucí pod nádrží Újezd. Soutok leží na západním konci Ervěnického koridoru, který na Podkrušnohorský přivaděč navazuje.